# Disputa limítrofe del desierto de Atacama

Disputa de Atacama entre Bolivia y Chile (1825-1879).

El Desierto del Atacama y la Puna en 1830.

La disputa limítrofe del desierto de Atacama fue un diferendo sobre los límites entre la República de Chile y la República de Bolivia durante el siglo XIX, tras la emancipación de ambos países de la Corona Hispánica debido a las diferencias entre ambos países sobre cuál es el territorio heredado del Imperio Español. El diferendo se refería en específico a la soberanía sobre la costa del desierto de Atacama en el océano Pacífico.
En el marco de esta controversia, Bolivia y Chile suscribieron tratados de límites en 1866 y 1874, tuvo lugar la Guerra del Pacífico (1879-1883) —en que se enfrentó Chile contra Bolivia y el Perú, como aliado de ésta—, luego de la cual firmaron un pacto de tregua en 1884 y, posteriormente, un tratado de paz y amistad en 1904, que implicó la cesión a Chile de toda la costa boliviana, finalizando así la controversia. En algún momento, la disputa también implicó a la Argentina, pues Bolivia, a cambio de la renuncia a continuar reivindicando la provincia de Tarija, le transfirió sus derechos soberanos de un sector de su territorio —la puna de Atacama—, el cual estaba bajo control de Chile al finalizar dicha guerra.
Hay quienes consideran que la controversia aún está en curso mientras Bolivia siga reclamando un acceso soberano al océano Pacífico, esto es, en tanto no se resuelva la llamada mediterraneidad de Bolivia.[cita requerida]

## Antecedentes

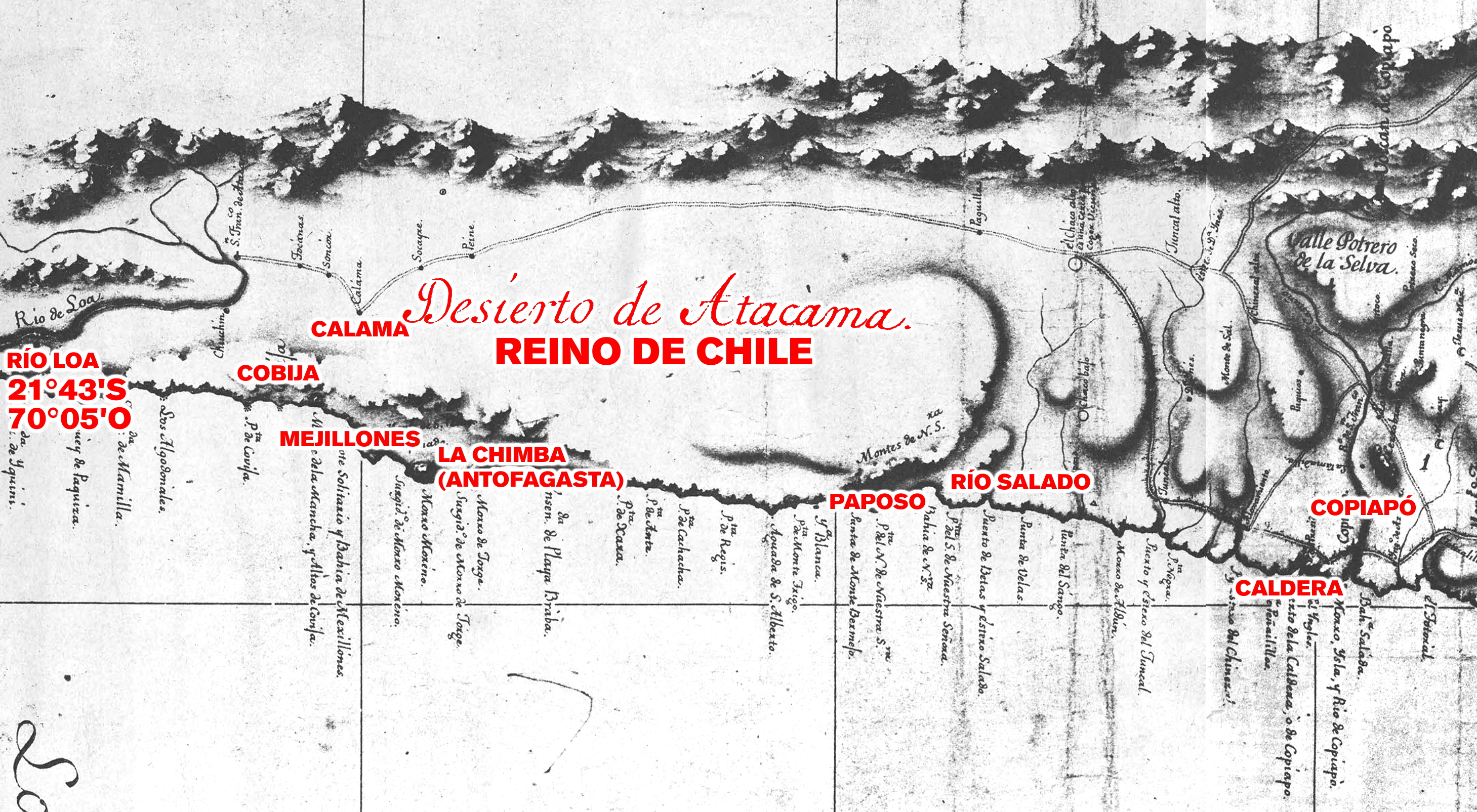
Mapa de Andrés Baleato, de 1793 mostrando el límite entre Chile y Perú en el río Loa, dejando a Charcas sin litoral.

Los orígenes de la disputa vienen de las interpretaciones distintas sobre las fronteras heredadas del Imperio español bajo el concepto de uti possidetis iuris (cada Estado seguirá poseyendo lo que ya poseía). Para Chile diversos documentos, entre los cuales destacan el mapa de Andrés Baleato de 1793 y el plano de Alejandro Malaspina de la misma década, definen la frontera entre el reino de Chile y el del Perú en el río Loa, abarcando el todo desierto de Atacama dentro de su territorio. Los historiadores bolivianos discrepan y afirman que el territorio de Charcas, al principio parte del Virreinato del Perú, más tarde del Virreinato del Río de la Plata, incluía el territorio costero de Atacama hasta el río Salado (río de desconocida localización), por ende, interpretan que Bolivia nació con mar.

### Época hispánica

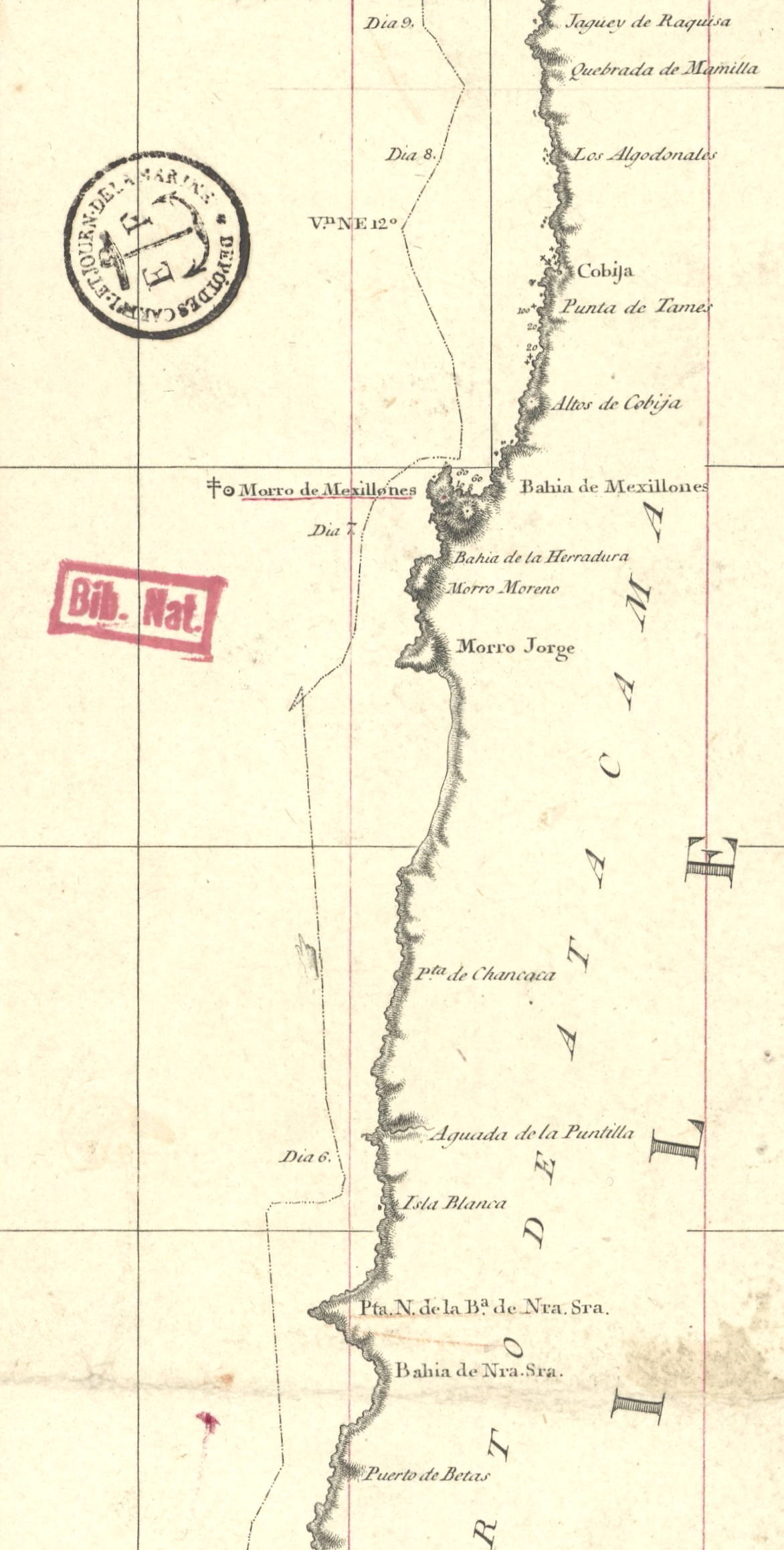
El desierto de Atacama en la Carta esférica de las costas del Reyno de Chile levantada por Orden del Rey en el año de 1792 por varios Oficiales de su Real Armada, Alejandro Malaspina; Juan Moreno Tejada; Juan de Lángara; Felipe Bauzá y Pedro Manuel Gangoiti. Puertos de la actual región de Antofagasta aparecen bajo jurisdicción chilena.

A fines del siglo XVII, Francisco de Cisternas y de la Fuente Villalobos, uno de los más acaudalados terratenientes del norte de la Capitanía General de Chile o Reino de Chile, obtuvo por merced de tierras del 4 de julio de 1674 la encomienda de Paposo. A partir de entonces, la rada fue conocida como Hacienda de Paposo, debido a que el encomendero, aprovechando los pastos naturales del lugar, la dedicó a la crianza de ganado. El asentamiento comenzó a ser denominado Nuestra Señora del Paposo, al parecer, desde 1679.
Durante la época del Imperio español, el despoblado de Atacama aparece como parte del corregimiento de Copiapó de la Capitanía General de Chile.
El 6 de septiembre de 1777 se emite una Real Orden referida al cobro relacionada al almojarifazgo y alcabalas en Chile el cual hace mención del despoblado de Atacama y los pueblos circundantes como parte de la jurisdicción chilena:

Aunque en el corregimiento de Copiapó, cuya cabeza es la villa de San Francisco de la Selva, se contienen los puertos de Cobija y bahía de Mexillones, puerto de Betas, el de Juncal, el de Copiapó o la Caldera, Bahía Salada, puerto del Totoral y el del Huasco, como son tan accidentales las arribadas de navíos con este arreglo, y también a las cortas entradas que puedan ocurrir por la cordillera, camino del Despoblado y de territorio de aquella jurisdicción, el administrador de este destino propondrá el sujeto o sujetos que conceptuare necesarios para la mejor recaudación de dichos ramos y aumento de la Real hacienda
Archivo General de Indias de Sevilla, Audiencia de Chile, legajo 328.

Asimismo en el mapa levantado por la Armada española en 1792 se incluye dentro del Reino de Chile desde el paralelo 22° al sur, en otras palabras, desde la zona del río Loa. En el mapa de 1793 elaborado por Andrés Baleato, director de la Escuela Náutica de Lima, por orden del virrey Francisco Gil de Taboada y Lemus, Chile tiene como frontera norte el grado 21° y medio, en específico la desembocadura del río Loa, haciendo mención explícita que la zona estaba despoblada y recién habían poblados desde el paralelo 24°. En la memoria del Francisco Gil de Taboada que le dio a su sucesor Ambrosio O'Higgins en 1795 se describe el límite entre el Perú y Chile el río Loa.
Durante la época del gobernador Ambrosio O'Higgins (1796-1801), por orden de sus autoridades locales, se apostaron en Paposo a fin de desbaratar eventuales desembarcos de corsarios ingleses que rondaban el litoral del desierto de Atacama.
Hipólito Unanue publica sobre el Virreinato de Perú en 1797 lo siguiente: 

La ensenada de Túmbez lo separa por el norte del Nuevo Reino de Granada y el río Loa por el sur del desierto de Atacama y reino de Chile
Guía política, eclesiástica y militar del virreinato del Perú de 1797

Según anota Claudio Gay, el 28 de julio de 1797, el gobernador del Reino de Chile, Gabriel de Avilés y del Fierro, autorizó la suma de quinientos pesos de la época para la construcción de una capilla en Paposo. No contento con eso, autorizó al presbítero santiaguino, Rafael Andreu Guerrero, a trasladarse a la zona como Teniente de Cura y se colocase a las órdenes del cura propietario de Copiapó, en el corregimiento chileno de Atacama. En 1853, el explorador Rodulfo Philippi hacía mención de dicha capilla.
De acuerdo con el historiador peruano, Mariano Paz Soldán, el 1 de octubre de 1803, el rey Carlos IV, mediante real orden, ratificada por el mismo monarca en 1805, transfirió el puerto de Paposo a la jurisdicción del Virreinato del Perú, separándolo de la Capitanía General de Chile. No obstante, de acuerdo con la historiografía tradicional chilena, la orden no fue cumplida por el Virrey español, en Lima, por lo cual continuó siendo territorio del Reino de Chile:

Enterado el Rey del abandono en que se halla el puerto de Nuestra Señora del Paposo y sus inmensas costas en el mar del Sur, así como de las proporciones que ofrece el territorio inmediato y el desierto de Atacama para cría de ganados, (...) Asimismo, ha resuelto S. M. que el expresado puerto, sus costas y territorio se agreguen al virreinato de Lima, así para el gobierno político, como para lo militar, por la mayor facilidad con que lo puede defender, y porque siendo digno de toda atención, es consiguiente que dependa de aquella capital, cuyo apostadero extiende su jurisdicción hacia el Sur á todos los puertos y costas hasta Chiloé; y teniendo S. M. presente que en esta empresa son tan interesadas las provincias del Río de la Plata y del Perú, como ese Reino de Chile, pues concurren las extremidades de los tres gobiernos en el territorio indefenso del Paposo, (...) San Lorenzo, octubre 1.° de 1803.

## Orígenes
Cuando Simón Bolívar estableció Bolivia como nación en 1825, reclamó el territorio en cuestión, desatendiendo las reclamaciones de Chile, que había ganado la independencia en 1818, aunque la explotación económica de los recursos mineros de la región costera fuera conducida por compañías e intereses británicos, con el patrocinio de la élite chilena, cuyo país poseía una economía robusta e instituciones más estables.
La disputa fronteriza entre Bolivia y Chile sobre el corredor de Atacama, una parte del desierto de Atacama, creció lentamente durante la primera mitad del siglo XIX. Lindan con el Desierto de Atacama por el Oeste y los Andes por el este. La geografía del área era un factor muy grande en la determinación, mientras comenzaba la disputa fronteriza. A causa de las montañas, en el área llueve solo de dos a cuatro veces por siglo, haciendo de ella uno de los sitios más secos en la Tierra.
Después de la independencia de Chile (1818) y Bolivia (1825) ninguno de los siguientes gobiernos de ambos países se preocupó por la definición de sus fronteras. Los límites nacionales en el área del desierto de Atacama todavía no estaban definitivamente determinados cuando los depósitos de nitrato, plata y cobre fueron descubiertos en la zona. Tanto Bolivia como Chile establecieron reclamaciones competidoras por el territorio. El interés de otros países fue trazado debido a la importancia de los nitratos en la producción de fertilizante y explosivos; Gran Bretaña, España y Estados Unidos tenían una apuesta estratégica y económica en el control del recurso que concede su apoyo a los partidos diferentes. La influencia de Chile se puso en la zona disputada como mineros, algunos de ellos apoyada por compañías chilenas y extranjeras, comenzadas para avanzar hacia el norte establecimiento de minas e instalaciones portuarias.
Luego de que Antonio José de Sucre es convencido por Casimiro Olañeta y allegados, en crear un nuevo estado soberano, se organizó una Asamblea de varias sesiones desde el 10 de julio hasta el 3 de agosto de 1825, día en el cual estaba todo listo, se recorrió el día de fundación para el 6 de agosto de 1825, luego de firmarse la independencia del nuevo Estado del Alto Perú (República de Bolívar desde el 13 de agosto y Bolivia desde 3 de octubre), cuando llegó Simón Bolívar el 11 de agosto se le otorgó el título de Protector del Estado y remitió al Congreso Constituyente boliviano su primera Constitución, cuyo artículo 3° establece a Bolivia como país sin acceso marítimo, al indicar que: "El territorio de la República boliviana comprende los departamentos de Potosí, Chuquisaca, la Paz, Santa Cruz, Cochabamba y Ouro". 
Simón Bolívar se propuso entonces crear un puerto para el recientemente organizado estado boliviano. En un principio se pensó en el puerto de Arica; sin embargo, fracasó las conversaciones con el director Supremo del Perú, José Bernardo de Tagle. A finales de 1825 Sucre sería instruido por Bolívar que comisione al coronel irlandés Francisco Burdett O'Connor, quien informa de los pueblos y puertos del desierto a Sucre, Bolívar percatado escoge el Puerto de Cobija (antiguo asentamiento chango) por sus condiciones geográficas, su pequeña península y su caleta abrigada a los vientos. El primer asentamiento en el lugar databa de 1578, cuando funcionó como puerto de cabotaje para Real Audiencia de Charcas.

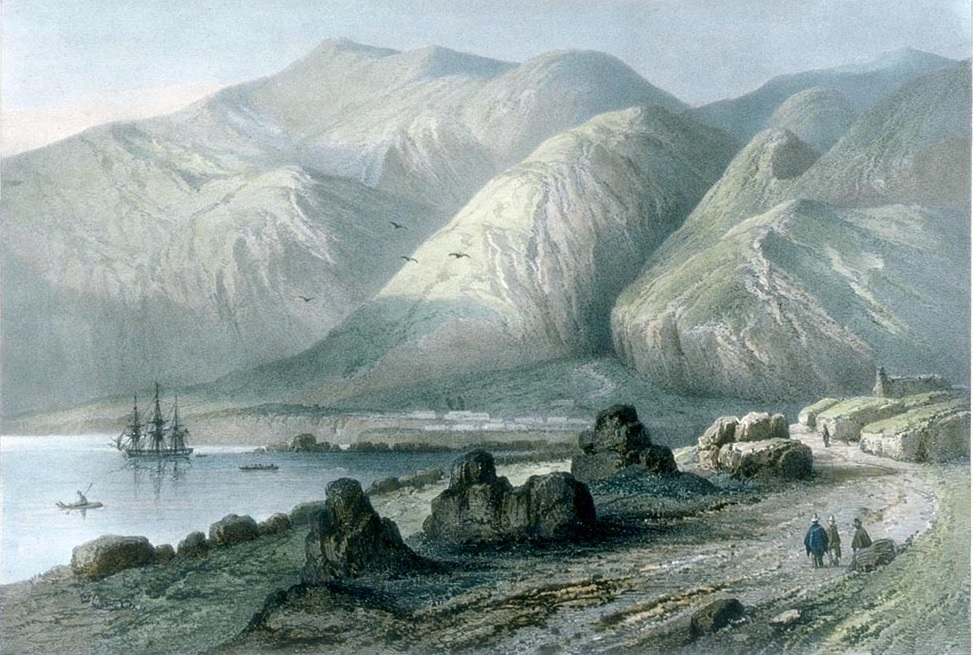
Puerto de Cobija (1841).

Por decreto del General Sucre, el estado boliviano estableció a Cobija como puerto nacional el 25 de diciembre de 1825. Fue renombrado como La Mar, en «justa recompensa al mérito contraído por el gran Mariscal don José de La Mar, vencedor en Ayacucho» según reza el decreto de su habilitación. En 1827 se izó el pabellón boliviano en Cobija.
En 1831 Bolivia promulga una nueva Constitución, la cual vino a agregar la provincia litoral de Potosí. En 1843 una nueva carta agregó el distrito de Cobija. Según el censo de 1832, Cobija tenía una población de 536 habitantes, de los cuales 266 eran chilenos, 104 bolivianos, 80 peruanos, 54 argentinos, 15 franceses, 4 colombianos, 4 ingleses, 3 italianos, 3 portugueses, 2 ecuatorianos y un filipino.
Históricamente ha existido alguna discusión acerca de si la creación de Cobija como puerto nacional le otorgó a Bolivia derechos sobre una franja más amplia del borde costero que el mismo puerto. La evidencia sugiere que Cobija más bien fue una especie de enclave boliviano en el océano Pacífico. Al respecto se hace referencia al decreto de 1832, en que el presidente de Bolivia don Andrés de Santa Cruz ordena la construcción de obras de almacenaje portuario en Cobija, documento en el cual hace referencia a que: 

este último constituía el único puerto de esa República.
Andrés de Santa Cruz

La incorporación de Cobija a Bolivia se consideró ilegal por parte de Chile quien recién reconoce la ocupación con el tratado de límites de 1866.
Entre 1838 y 1839, Domingo Latrille descubre y explota guano blanco en la ensenada e islotes aledaños a Punta Angamos. Tal actividad genera la dictación de una Ley el año 1841 mediante la cual Chile define como su frontera norte el paralelo 23.
El presidente de Chile, Manuel Bulnes, envió expertos a reconocer la costa atacameña. De esto dio cuenta al Congreso en un mensaje dirigido el 13 de julio de 1842, en que informaba que juzgó:

necesario mandar una comisión exploradora a examinar el litoral comprendido entre el puerto de Coquimbo y el morro de Mejillones con el fin de descubrir si en el territorio de la República existían algunas guaneras cuyo beneficio pudiera proporcionar un ramo nuevo de ingreso a la hacienda pública...
Manuel Bulnes

Como resultado de dicha investigación, se dictó la ley de 13 de octubre de 1842, que declaró de propiedad nacional las guaneras al sur de la bahía de Mejillones, y que dispuso que ningún barco podría cargar este producto sin permiso de las autoridades chilenas. Se facultaba además al Presidente de la República para gravar la exportación del guano con derechos de aduana. Un año después se creó la provincia chilena de Atacama.
Luego de más de 20 años de incidentes fronterizos y negociaciones frustradas, las tensiones entre Chile y Bolivia se agravaron drásticamente en 1863. La Asamblea Legislativa boliviana ordenó al Ejecutivo, por ley del 25 de junio de ese año, declarar la guerra a Chile, alegando la usurpación de su territorio, aunque solo después de que se agotaran todos los recursos por la vía diplomática que dieran un resultado favorable a Bolivia. Pero el problema común en 1865 por la guerra con España puso un paréntesis al asunto, ya que Bolivia se alió con Perú, Chile y Ecuador frente a la agresión peninsular, considerándose secundaria cualquier otra disputa que no fuera el enfrentar al enemigo común.
Esta agresión proveniente del exterior del continente generó en los países involucrados un ambiente plenamente americanista, lo que facilitó el entendimiento entre Bolivia y Chile para reanudar las negociaciones y lograr finiquitar el primer tratado limítrofe sobre Atacama. Gobernaba entonces en Bolivia el general Mariano Melgarejo (gobernante de facto) y en Chile el presidente José Joaquín Pérez Mascayano (elegido democráticamente).

## Tratado de límites de 1866 y 1874
Las fronteras nacionales en la región no habían sido claramente delimitadas hasta 1866. En este último año, Bolivia y Chile firmaron un tratado de límites. que establecía el paralelo 24°S como su límite, y dio derecho a Bolivia y Chile a compartir en ingresos fiscales de las ganancias del guano y los minerales explotados en partes iguales en la zona de beneficios mutuos establecida entre los paralelos 23 y 25 sur.
En los años inmediatamente posteriores se discutieron una serie de problemas suscitados en torno a la  aplicación del tratado, como la inclusión o exclusión del recién descubierto yacimiento de plata de Caracoles en la zona de beneficios mutuos, o si la definición de "minerales" abarca solo a los metales o también a las sustancias inorgánicas como el salitre, recientemente descubierto en la zona. Durante este periodo, posterior al tratado, empezaron a afluir en territorio boliviano los capitales y trabajadores chilenos para la explotación guanera y salitrera.
En 1871 se produjo un cambio de gobierno en Bolivia. Melgarejo fue derrocado y reemplazado por Agustín Morales, quien, siguiendo la corriente de la opinión pública boliviana, declaró nulos todos los actos del gobierno anterior. Pero como no se podía abrogar unilateralmente un acuerdo internacional, abrió negociaciones con Chile para revisar el tratado de 1866. Morales envió como ministro plenipotenciario en Chile a Rafael Bustillo, con el objeto de lograr ciertas modificaciones al tratado limítrofe, consistentes en que Chile renunciara en su participación en los derechos de exportación de los minerales ubicados entre los grados 23°S y 24°S, ratificándose este último como límite definitivo. Como compensación a esto, Bolivia ofrecía una mayor participación en los guanos de Mejillones al ser explotados en forma comunitaria. El objetivo de la misión de Bustillo era sacar a Chile de los derechos de exportación del recién descubierto mineral de plata de Caracoles, que producía buenos ingresos. Tales negociaciones no prosperaron.
En noviembre de 1872 falleció Morales, asumiendo como presidente interino  de Bolivia Tomás Frías Ametller (primer gobierno).  El gobierno de Chile envió a Bolivia a su representante Santiago Lindsay, quien entró en conversaciones con el canciller boliviano Casimiro Corral, enfocándose en los asuntos pendientes del tratado de 1866. El 5 de diciembre de 1872 se firmó el acuerdo llamado de Acuerdo Corral-Lindsay, que fue aprobado por Chile pero, por influencia del Perú, que quería para Bolivia un mejor arreglo, o, en todo caso, intervenir como mediador junto con Argentina, no fue aprobado en Bolivia.
Fue en ese contexto que el Perú y Bolivia firmaron con carácter de secreto el Tratado de Alianza Defensiva, en el que ambas partes se comprometían a defenderse mutuamente en caso de agresión exterior (6 de febrero de 1873). Este acuerdo dejaba abierta la posibilidad de que Argentina se sumara a la alianza, pero esto no llegó a concretarse.
Un segundo tratado en 1874 reemplazó al de 1866, dando derecho a Bolivia a cobrar ingresos fiscales completos entre los paralelos 23 y 24, pero sin aumentar tasas impositivas sobre compañías chilenas durante 25 años.

## La Guerra del Pacífico
Chile consideró que el tratado de 1874 le permitía explotar el área sin la imposición de nuevos impuestos a las empresas chilena por el periodo de 25 años. 
El 27 de noviembre de 1873, la Compañía de Salitres y Ferrocarril de Antofagasta firmó un contrato con el gobierno de Bolivia, que le autorizaba la explotación del mineral libre de derechos por 15 años, desde la bahía de Antofagasta hasta Salinas, incluyendo el Salar del Carmen. Este contrato no fue ratificado por el Congreso de Bolivia, que en ese entonces se encontraba analizando las negociaciones con Chile—que darían por resultado el tratado de límites de 1874—.
En 1878 la Asamblea Nacional Constituyente boliviana se abocó al estudio del acuerdo celebrado por el Gobierno en 1873. Decidió ratificar el contrato si se pagaba un impuesto de 10 centavos sobre quintal de salitre exportado de territorio boliviano. Esta decisión que afectaba los intereses de la Compañía de Salitres y Ferrocarriles de Antofagasta, finalmente fue considerada por el Gobierno chileno como una violación al artículo IV del tratado de 1874. Al negarse la compañía a pagar ese impuesto el Gobierno boliviano decretó el embargo y remate de la salitrera, lo que es mencionado como el casus belli de la Guerra del Pacífico
El gobierno chileno vio el tratado como anulado y el ejército chileno ocupó Antofagasta. Bolivia declaró el 1 de marzo de 1879 la de ruptura de comunicaciones con Chile y el embargo de propiedades de ciudadanos chilenos, y se alió con Perú en virtud del tratado de Alianza Defensiva (1873). Chile entonces declaró la guerra contra Perú el 5 de abril de 1879.
En 1884, Bolivia firmó una tregua que dio el control a Chile de la costa boliviana entera, y su nitrato valioso, cobre y otros depósitos minerales. Al final de la guerra, Chile había obtenido el corredor de Atacama (como Provincia de Antofagasta, desde 1888) y la Tarapacá peruana (Provincia de Tarapacá, de 1884), convirtiendo a Bolivia permanentemente en un país sin salida al mar.

## Tratado de 1904
Un tratado en 1904 confirió carácter permanente a este arreglo . A cambio Chile consintió en construir un ferrocarril que une la capital boliviana de La Paz con el puerto de Arica y la libertad garantizada del tránsito para el comercio boliviano por puertos y territorio chilenos.

## Mediterraneidad de Bolivia

### Oferta chilena de 1975

Mapa con la propuesta realizada por Augusto Pinochet en Charaña.

En 1975, la dictadura militar chilena hizo una oferta a Bolivia que incluyó la cesión de territorio chileno al norte de Arica a Bolivia en la forma de un corredor con salida al océano Pacífico a cambio de la misma proporción de tierra cedida de tierra boliviana en la frontera con Chile.
La oferta implicó la antigua tierra peruana y según el tratado de Ancón, Chile no podía dar antiguos territorios peruanos a otras naciones sin el acuerdo de Perú. El entonces presidente peruano Francisco Morales Bermúdez no dio visto bueno a estos cambios, pero propuso que la mitad hacia el Pacífico del corredor boliviano, no fuera solo de Bolivia, sino un territorio gobernado por los tres estados. Chile respondió que no podía aceptar esta soberanía compartida complicada. Unos sostuvieron que la oferta chilena fue hecha solo para hacer crecer la amistad con Bolivia, cuando sabían que esto no resultaría, en cambio otros vieron el nulo interés de Perú de solucionar el problema de la mediterraneidad boliviana y el oportunismo político de sacar beneficio de la situación[cita requerida]. Ese mismo año, las relaciones diplomáticas con Bolivia se rompieron. Actualmente Chile y Bolivia mantienen relaciones únicamente al nivel consular.

### Historia reciente
Bolivia todavía sostiene reclamaciones sobre el corredor de Atacama que Chile rechaza ofreciendo en cambio sin restricción, pero no acceso marítimo soberano por el territorio para la exportación de gas natural boliviano y otras materias. Hoy los territorios perdidos por Bolivia y Perú dan casi el 40 % de sus ingresos al estado chileno, mientras el estado poseyó la compañía CODELCO explota las más grandes reservas de cobre del mundo. 
Durante la Guerra Boliviana del Gas, la disputa despertó otra vez, cuando la mayor parte de los bolivianos, incluso ahora el presidente Evo Morales, se opusieron a la futura exportación de gas boliviano por el territorio chileno, lo cual querían las compañías del Gobierno y extranjeras. En 2004, el aniversario del tratado de 1904, las reclamaciones bolivianas fueron encendidas de nuevo, y las palabras gas-por-mar llegaron a ser el lema de la gente que se opuso a la exportación. La disputa se hizo evidente cuando el presidente chileno Ricardo Lagos afrontó al presidente boliviano Carlos Mesa en la Organización de Estados Americanos, y Mesa habló sobre el tema delante de todos los presidentes americanos.  
Recientemente Michelle Bachelet en Chile, la primera mujer en ser  presidenta de su país, y Evo Morales, el primer presidente de origen Indígena en Bolivia, han hecho esfuerzos para mejorar las relaciones entre los dos países. Sin embargo las pretensiones peruanas sobre el mar adyacente a Arica han sido vistas por Bolivia como una merma a su futura salida al mar por el norte de Arica, confiando en que en un futuro próximo se realizará el canje territorial y Bolivia tendrá una salida soberana al mar. De ocurrir esto y Perú ganar el litigio marítimo, Bolivia no tendría derecho a las 200 millas de mar territorial como los otros estados de la región, sino que poseería un pequeño triángulo marítimo de pocas millas cuadradas, enclaustrado entre los mares territoriales de Chile y Perú. Esta ofensiva diplomática peruana para obtener el mar adyacente a Arica ha producido severos roces entre el gobierno de Evo Morales y el gobierno de Alan García.